# Joachim Latacz

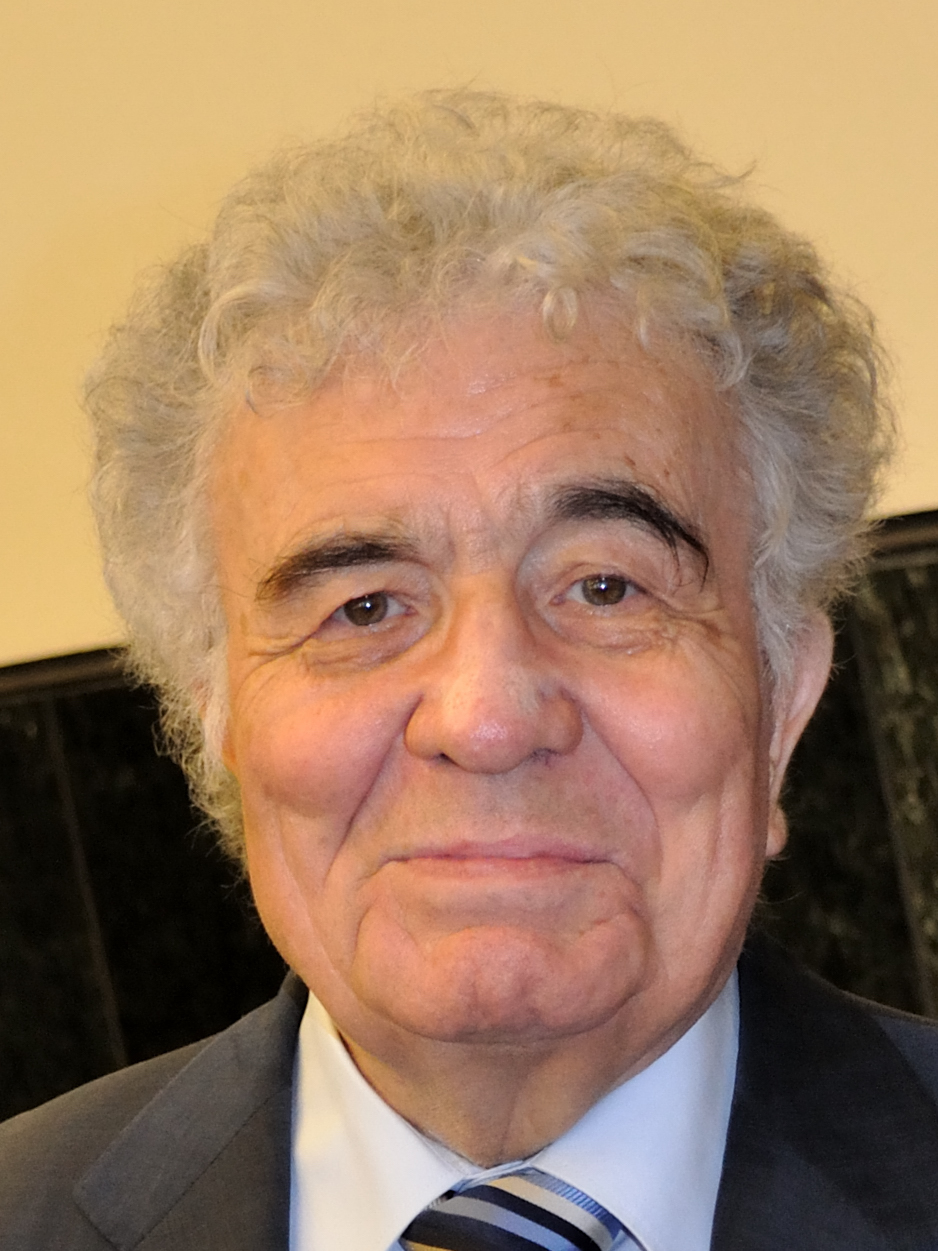
Joachim Latacz en 2010.

Joachim Latacz (Katowice, 4 de abril de 1934) es un filólogo clásico alemán.

## Biografía
Latacz estudió Filología clásica, lenguas indo-germánicas, Historia Antigua y Arqueología en la Universidad de Halle-Wittenberg (1954-1956); a continuación, estudió Filología clásica, Historia Antigua y Filosofía en la Universidad Libre de Berlín, completando su primer título en 1960. De 1960 a 1966 fue investigador asociado en el Thesaurus Linguae Graecae bajo la dirección de Bruno Snell y Hartmut Erbse en la Universidad de Hamburgo. Obtuvo el doctorado en Filosofía en la Universidad Libre de Berlín en 1963.
Latacz es un especialista en la literatura y la cultura de la Antigua Grecia, y es ampliamente considerado como uno de los más destacados expertos en el mundo de habla alemana sobre Homero y la épica griega.
Durante más de veinte años fue uno de los defensores más importantes de Manfred Korfmann, el arqueólogo y especialista en Troya. Latacz defendió reiteradamente la hipótesis de que el relato homérico de la guerra de Troya básicamente se remonta a acontecimientos históricos reales hacia el final de la Edad de Bronce. En 1978 fue nombrado profesor asociado de Filología clásica en la Universidad de Wurzburgo. Poco después aceptó presidir el departamento de Filología clásica en la Universidad de Maguncia. Desde 1981 hasta su jubilación Latacz fue catedrático de Filología griega y Jefe del Departamento de la Universidad de Basilea (Suiza). Además de su actividad docente, se ha dedicado al estudio literatura en griego antiguo y ha publicado numerosas obras sobre Homero, así como sobre la lírica y la tragedia griega. En la actualidad trabaja en un texto crítico comentado de la Ilíada.